# 미얀마 올림픽 위원회
미얀마 올림픽 위원회(버마어: မြန်မာနိုင်ငံအိုလံပစ်ကော်မတီ, 영어: Myanmar Olympic Committee)는 미얀마를 대표하는 국가 올림픽 위원회이다. IOC 코드는 MYA이다. 본부는 네피도에 있으며 아시아 올림픽 평의회에 소속되어 있다.
1947년에 설립했으며 같은 해에 국제 올림픽 위원회의 승인을 받았다. 올림픽, 아시안 게임, 동남아시아 경기 대회를 비롯한 국제 스포츠 대회에 참가하는 미얀마의 선수들을 대표한다.